# Eishalle Ilmenau
Die Eishalle Ilmenau ist eine Eissporthalle, die von der Stadt Ilmenau in Thüringen betrieben wird. Sie befindet sich im Stadtzentrum am Bahnhof Ilmenau auf dem früheren Standort des Bahnhofshotels und einer Glashütte.

## Geschichte

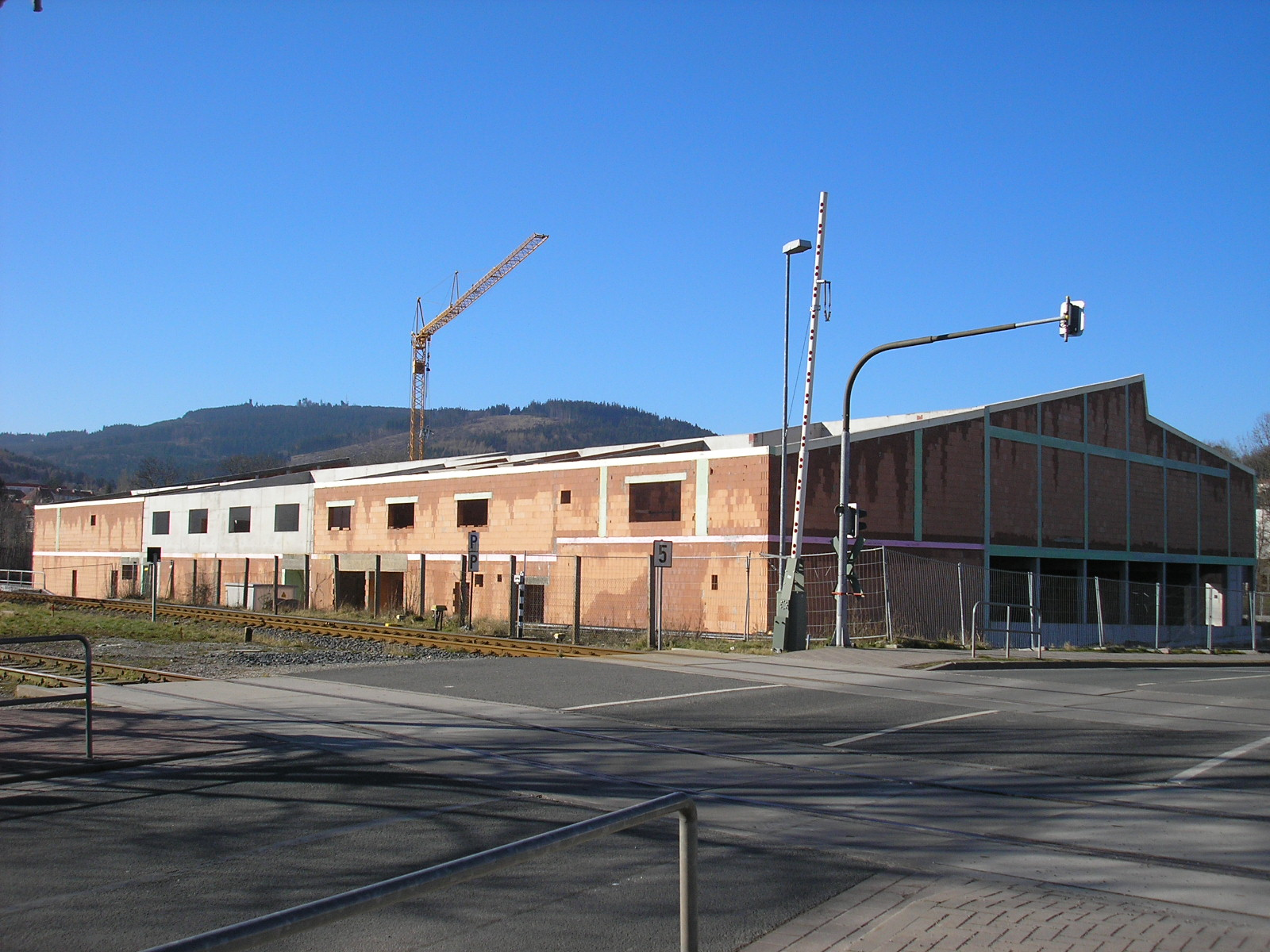
Rohbau im Februar 2007

Auf einer Stadtratssitzung am 12. Mai 2005 wurde der Bau einer Eishalle in Ilmenau beschlossen. Zuvor gab es bereits seit 2000 eine mobile Eishalle, die als Zelt mit einer Eisfläche von 25 mal 25 Metern im Winter aufgebaut wurde und unter der Bevölkerung regen Anklang fand. Im Zuge dessen kam es auch zur Gründung eines Eishockey-Vereins durch Studenten der TU Ilmenau, die damit eine Tradition aus der Kaiserzeit wiederbelebten.
Baubeginn an der Eishalle war im März 2006, nachdem bereits Ende 2005 eine Sanierung des durch Altlasten verseuchten Untergrunds durchgeführt wurde. Im Sommer 2007 kamen die Bauarbeiten zum Abschluss und am 20. Oktober 2007 wurde die Halle eingeweiht. Die Baukosten beliefen sich auf etwa 5,2 Millionen Euro. Ausführender Architekt war Norbert Ruge aus Ilmenau. Er gestaltete das Dach der Halle in traditioneller Anlehnung an die Glashütten der Stadt, von denen eine auf dem Gelände der heutigen Eishalle stand. Auch die Fassadenverschieferung greift typische Architektur der Region auf.
Die Eishalle verfügt über eine Sitzplatztribüne und einen VIP-Bereich. Stehplätze stehen an der Bande um die Eisfläche sowie auf einer kleinen Tribüne zur Längsseite der Eisfläche zur Verfügung. Insgesamt bietet die Eishalle Platz für etwa 1200 Zuschauer. Die Eisfläche ist 60 Meter lang und 30 Meter breit.

## Nutzung der Halle
In der Wintersaison steht die Eissporthalle regelmäßig der Öffentlichkeit zum Eislaufen zur Verfügung.
Daneben wird die Halle von verschiedenen Sportvereinen für Training und Wettkämpfe genutzt.
So dient sie den Kickelhahn Rangers als Spielstätte.  Die Kickelhahn Rangers spielen derzeit in der Thüringenliga. Außerdem trainieren weitere Ilmenauer Vereine Eiskunstlaufen, Curling und Eisstockschießen.
In den Sommermonaten wird die Halle für verschiedene Veranstaltungen genutzt, wie zum Beispiel das Ilmenauer Guggenmusik Spektakel, welches 2012 bereits zum dritten Mal stattfand.